# Бдительный страж
«Бдительный страж» — интермедия испанского писателя Мигеля де Сервантеса, опубликованная в 1615 году в составе сборника «Восемь комедий и восемь интермедий, новых, ни разу не представленных на сцене». Сюжет построен вокруг традиционного для средневековой литературы соперничества рыцаря и клирика, связанного с претензиями на руку судомойки Кристины. Интрига сведена к минимуму.
Схожий сюжет Сервантес использовал в комедии «Путаница» и новелле «Высокородная судомойка».
На русский язык «Бдительного стража» перевёл, как и остальные интермедии из сборника, Александр Островский.